# Zanabazar junior
Lo zanabazar (Zanabazar junior) è un dinosauro carnivoro appartenente ai troodontidi. Visse nel Cretaceo superiore (Maastrichtiano, circa 70 milioni di anni fa) e i suoi resti sono stati ritrovati in Mongolia. È uno dei più grandi troodonti noti. 

## Descrizione

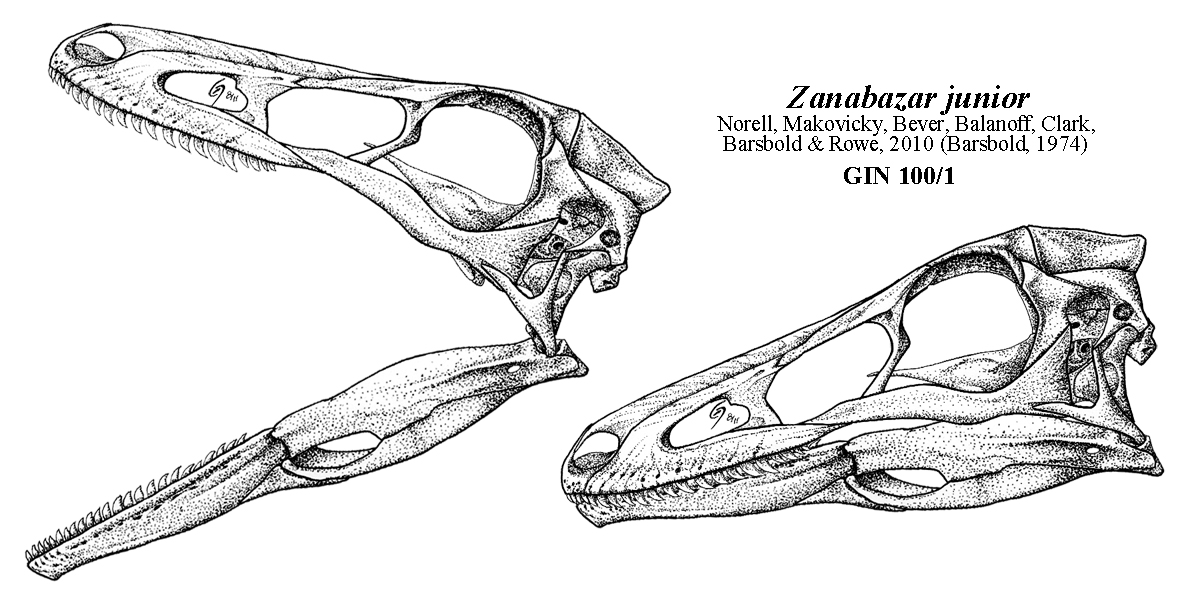
Disegno del cranio

Questo dinosauro è noto grazie a un cranio parziale e a parte dello scheletro postcranico (tra cui le zampe posteriori); questi resti hanno permesso di ricostruire un animale snello, dalla lunga testa armata di piccoli denti ricurvi e seghettati. Le zampe posteriori dovevano essere snelle ma forti, allungate e fornite di un artiglio più robusto e ricurvo degli altri, simile a quello dei dromeosauridi ma più piccolo. Il cranio era relativamente robusto se rapportato a quello di altre forme simili, ed era lungo circa 27 centimetri. Si suppone che l'animale in vita raggiungesse una lunghezza di circa 2 metri, che lo renderebbe il più grande troodontide noto (insieme a Troodon).

## Classificazione
Descritto per la prima volta da Rinchen Barsbold nel 1974, questo dinosauro fu inizialmente ritenuto una specie del già noto Saurornithoides, un troodonte di poco più antico e di dimensioni leggermente minori. Ulteriori studi, effettuati nel 2009 e ai quali prese parte lo stesso Barsbold, dimostrarono che i caratteri sui quali si basava l'assegnazione al genere già noto erano per lo più condivisi tra numerosi altri troodonti. Si decise, pertanto, di adottare un nuovo nome generico per la specie Saurorntithoides junior: Zanabazar, con riferimento al primo capo spirituale del Buddismo tibetano in Mongolia.